# Влахернская икона
Влахе́рнская ико́на Бо́жией Ма́тери (греч. Θεοτόκος των Βλαχερνών), или Влахернетисса (греч. Βλαχερνίτισσα) — почитаемая в Православной церкви икона Богородицы. Привезена в Россию из Константинополя в 1653 году в качестве дара царю Алексею Михайловичу. Выполнена в редкой технике воскомастики и относится к иконописному типу Одигитрия.
Икона почитается у верующих чудотворной, празднование в её честь совершается: 2 (15) июля (в праздник Ризоположения), 7 (20) июля и в субботу Акафиста (в субботу пятой седмицы Великого поста).

## История иконы

### Византийский период
Влахернская икона входит в число тех старинных икон, создание которых предание приписывает евангелисту Луке. Икона изначально хранилась на родине евангелиста в Антиохии, а затем была перенесена в Иерусалим. Императрица Евдокия привезла её в 439 году из Иерусалима в Константинополь вместе с другими христианскими реликвиями. Переданная в дар Пульхерии, сестре императора Феодосия II, икона была помещена в церкви Богородицы во Влахернах. От имени храма икона получила своё настоящее название.
Влахернская икона считалась покровительницей города Константинополя и византийских императоров. В 626 году во время осады города персами, аварами и славянами патриарх Сергий обошёл с ней стены Константинополя, и, по сообщению Пасхальной хроники, враги отступили, заявив, что видели на стене Богородицу. С этого момента возникла традиция ежегодно в Великий пост переносить эту икону из Влахерн в императорский дворец, где она находилась до понедельника Светлой седмицы.
В период иконоборчества икону прятали в монастыре Пантократора. Там же её укрывали в период захвата Константинополя крестоносцами. Икона была известна русским паломникам, о торжественных процессиях с ней пишет Стефан Новгородец, посетивший Константинополь в XIV веке:

Одному человеку поставят икону на плечи стоймя, а он руки распрострёт, словно его распяли, и глаза у него закатятся, так что смотреть страшно, и по площади бросает его туда и сюда, и вертит его в разные стороны, а он даже не понимает, куда его икона носит. Потом другой подхватит её, и с тем бывает так же, а затем и третий, и четвёртый подхватывают, и они поют с дьяконами пение великое, а народ с плачем взывает: «Господи, помилуй!». Два дьякона держат рипиды, а остальные киот перед иконой. Дивное зрелище: семь человек или восемь поставят икону на плечи одному человеку, а он, изволением Божиим, ходит, будто ничем не нагруженный.
— «Хождение Стефана Новгородца»
О судьбе данной иконы вплоть до турецкого завоевания в 1453 году достоверной информации нет. Павел Алеппский пишет о той иконе, которая была прислана в Москву, следующее:

Когда мы там были [в Константинополе], явилась в подворье Воскресения одна вдова и подарила настоятелю икону Владычицы, известную под именем Влахернской. Это та самая икона, которую некогда патриарх обносил кругом стен города, при чём она обратила в позорное бегство напавших на него врагов. Женщина рассказала, что нашла её в стене своего дома с горящей перед нею лампадой… Наш владыка патриарх употреблял все старания, предлагая много червонцев, чтобы получить её от упомянутого настоятеля, но напрасно. Впоследствии игумен послал её с одним купцом царю московскому, который принял её наилучшим образом… Царь взамен её послал тому игумену 800 динаров, кроме того, что дал человеку, который её доставил.

Эта история совпадает с преданием периода иконоборчества, когда Влахернскую икону вместе с горящей лампадой замуровали в стене монастыря Пантократора, где она находилась около ста лет.

### Перенесение в Москву

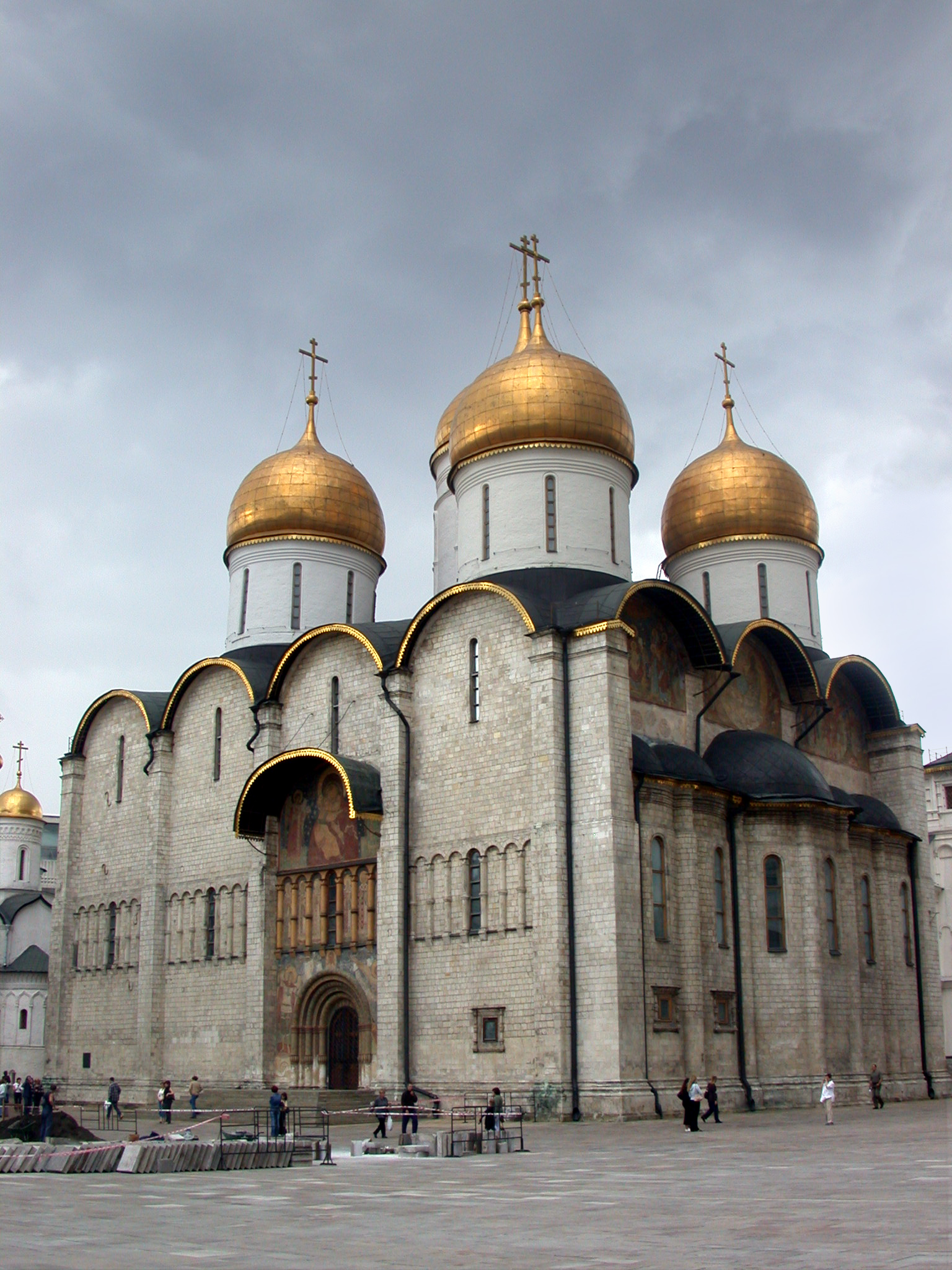
Успенский собор Московского Кремля

В 1653 году икона, которую считали Влахернской, была прислана в дар русскому царю Алексею Михайловичу от протосингела иерусалимского престола Гавриила с торговым греком Дмитрием Евстафьевым (Остафьевым), по другим сведениям — Дмитрием Костинари. В записях XVII века о царских выходах под 7162 годом (константинопольской эры) записано: 
Октября в 16 день встречал Государь образ пречистыя Богородицы Одигитрия, что принесен из Грек, из Лахернской церкви.
На следующий день в честь иконы, помещённой в Успенский собор Московского кремля, была совершена торжественная служба. Икона, бывшая покровительницей византийских императоров, сразу стала одной из важнейших святынь русского государства. Она была включена в церемониальный царский обиход и литургическую практику Успенского собора, её поместили на жертвеннике собора. Для неё был изготовлен оклад из чеканного золота, украшенный большим количеством драгоценных камней и жемчуга и золотыми пластинками с текстом, излагавшим легенду об иконе. О драгоценном окладе пишет Павел Алеппский: «Кроме лика и рук Владычицы и Господа ничего из неё не видно, всё остальное покрыто золотом».
Алексею Михайловичу была направлена свидетельствованная грамота об иконе, написанная константинопольским Патриархом Паисием, её оригинальный греческий текст был обнаружен в Российском государственном архиве древних актов. В ней данная икона впервые названа Влахернской, а название на сам образ было надписано только при его реставрации в 1813 году (см. Реставрации иконы).
При патриархе Никоне возникает обычай ежегодно в пятую субботу Великого поста ставить икону между амвоном и царскими вратами и читать перед ней акафист в память спасения Константинополя в 626 году. Такая традиция сохраняется до второй половины XVIII века. В «Книге записи ежедневных служб, совершавшихся в Успенском соборе и об особых службах и крестных ходах 1666—1743 гг.» Влахернская икона уступает по числу упоминаний о её участии в богослужении только Петровской иконе (предание приписывает её авторство митрополиту Петру):

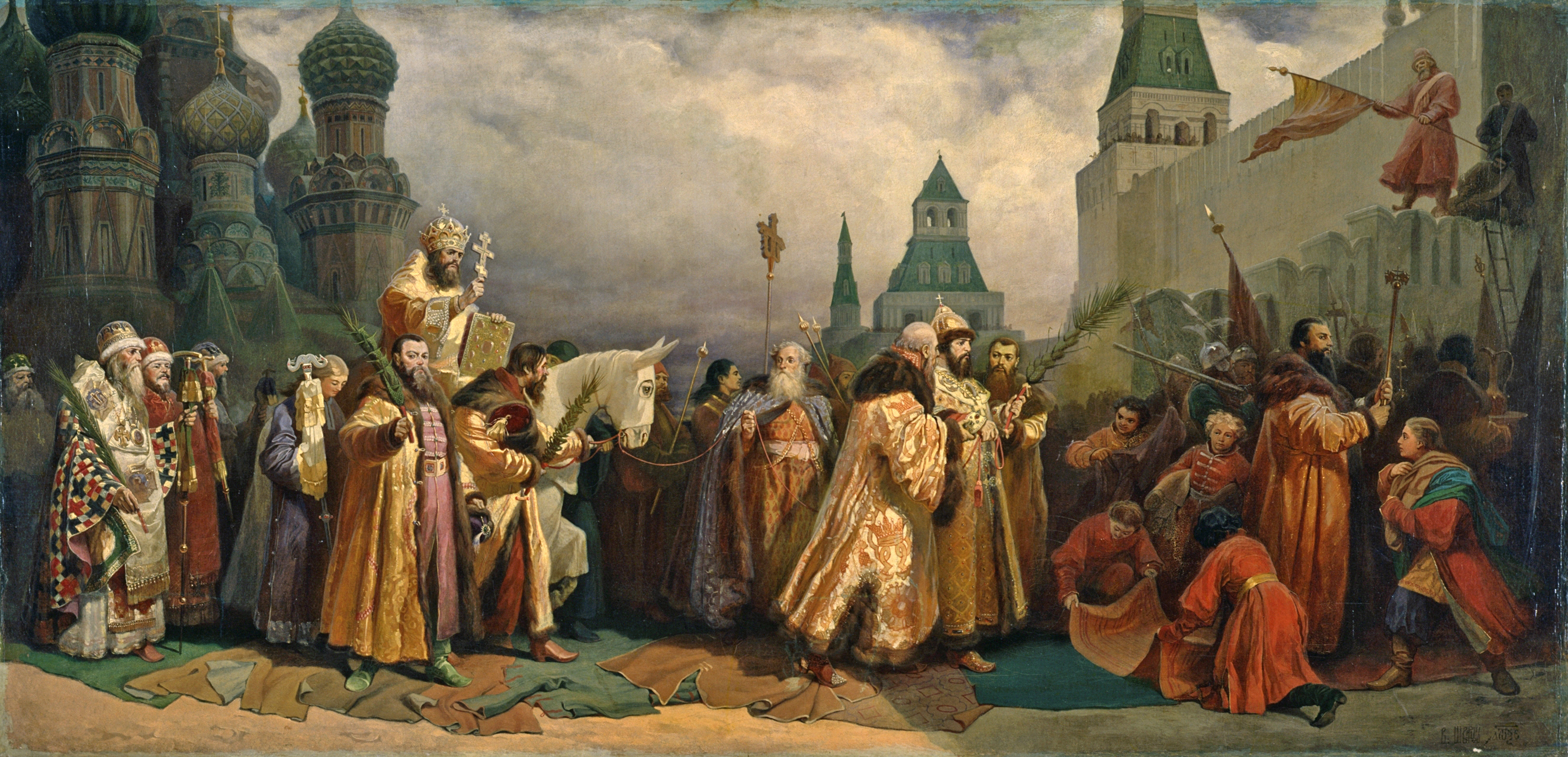
Шествие на осляти времён Алексея Михайловича
(В. Г. Шварц, 1865 год)

- икона участвовала в крестном ходе на Покров к Покровскому собору на Рву;
- на Богоявление во главе шествия на иордань несли Влахернскую икону, а во время водосвятия возлагали на аналое вместе с иконой Московских святителей;
- на праздник Собора трёх святителей икону помещали рядом с мощами Иоанна Златоуста, Василия Великого и Григория Богослова;
- икону выносили на водоосвящении 1 августа в день Происхождения честных древ Животворящего Креста;
- в день празднования новолетия (1 сентября) икона за богослужением ставилась на аналое вместе с Владимирской иконой;
- икона участвовала в «шествии на осляти» — крестном ходе в праздник Входа Господня в Иерусалим, устраивавшемся в Москве в XVI—XVII веках.

Влахернская икона стала почитаться как заступница против вражеских нашествий: сразу после её перенесения в Москву Алексей Михайлович взял её с собой на войну, а по возвращении, по свидетельству Павла Алепского, «вёз перед собою». Во время смоленского похода её ставили напротив царя в санях.
К началу XIX века популярность иконы ослабевает, в 1812 году, когда наполеоновские войска вошли в Москву, то Влахернская икона не была вывезена из Успенского собора и после изгнания войск была обнаружена повреждённой. Образ врезали в новую кипарисную доску и украсили серебряной ризой. В XIX — начале XX веков икона находилась в Петропавловском приделе Успенского собора, где её поместили над ракой святителя Феогноста, однако продолжали выносить на крестных ходах. В 1918 году, после Октябрьской революции, её переместили в Крестовоздвиженскую церковь на Воздвиженке. В 1931 году Влахернская икона вошла в собрание музеев Московского кремля.

### Реставрации иконы
В 1674 году икона была отреставрирована по указанию Алексея Михайловича иконописцами Оружейной палаты Симоном Ушаковым и Никитой Павловцем. Было сделано укрепление ветхой доски подведением новой, кипарисной.
В 1813 году при реставрации на ней были сделаны новые греческие надписи: «Госпожа обители Влахернской» и «Многоценное сокровище», а также надпись на русском языке: «0AWГІ (1813) года августа А (1) дня обновлен сей образ».
В 1983 году реставрацию Влахернской иконы произвёл в Реставрационном центре имени академика Грабаря реставратор Д. А. Дунаев. При данной реставрации на иконе было раскрыто оригинальное греческое надписание — Η ΘΕΟΣΚΕΠΑ[Σ]ΤΟΣ («Богохранимая» или «Богом Хранимая»). Это редкий эпитет Богородицы, известный лишь по двум примерам (печать Трапезундского монастыря с изображением Оранты (XIII век) и название чтимой кипрской иконы из церкви Феоскепасту (XIV век)).

## Характеристика образа
Размеры иконы 46 × 37,5 × 4 см. Хранится в Успенском соборе Московского Кремля. Влахернская икона относится к иконописному типу Одигитрия и выполнена в технике воскомастики, то есть является рельефным изображением. Павел Алеппский, посетивший Москву в 1655 году, писал о ней: «не нарисована красками, но как будто телесная или изображённая мастикой, ибо части её тела сильно выступают с поверхности доски, к большому удивлению смотрящего, внушая благоговейный страх… Она как будто воплощённая». Сама воскомастика сделана «смешением от святых мощей и от иного многого благоуханного состава», то есть икона представляет собой своеобразный мощевик. Источники XIX века сообщают, что среди мощей, использованных для написания иконы, был пепел мучеников Никомидийских (Виктора, Викторина, Клавдиана, Вассы — погибли в IV веке), Синайских и Раифских.
Иконография Влахернской иконы наиболее подробно исследована Никодимом Кондаковым в сочинении «Иконография Богоматери». Он относит Влахернскую икону к числу трёх икон Одигитрии, которые наиболее точно передают данный иконописный тип (две другие — Цилканская икона Божией Матери IX—XIII веков и стеатитовый образ из Ватопедского монастыря XII—XIV веков). Влахернетисса относится к классическому типу Одигитрии, сложившемуся в константинопольском искусстве в XIII—XIV века. Особенностями иконографии являются: массивность фигуры Богородицы и её почти погрудный обрез, заходящие на поля крупные нимбы, высоко поднятые ноги Богомладенца, которые касаются полей иконы.

### Датировка иконы
Левон Нерсесян сообщает, что в средневековых источниках Влахернская икона выступает как «некая мраморная плита с изображением Богоматери в рост, которая находилась в часовне при святом источнике, и вода святая изливалась из дырочек на пол, к праху Богоматери». Само наименование привезённой в Москву иконы «Влахернская» появляется только в середине XVII века в грамоте патриарха Паисия. Этот эпитет в Византии обычно применяли к иконописным изображениям Оранты, мозаика которой, по мнению Н. П. Кондакова, украшала апсиду Влахернского храма. По причинам этих противоречий вопрос о времени создания иконы, присланной Алексею Михайловичу, является спорным.
Иконографические и эпиграфические аналоги иконы датируются XIII—XIV веками. Серьёзная реставрация Влахернской иконы в 1674 году свидетельствует о древнем происхождении образа. С другой стороны, по мнению исследователей:

В легенде об иконе конкретный рассказ о ней начинается лишь после событий 1453 года. Можно предположить, что именно тогда, во второй половине XV века, возникла потребность воссоздать какую-то святыню, связанную с Влахернским храмом. Не исключено также, что на старой основе был реконструирован сильно повреждённый в перипетиях турецкого завоевания древний памятник.

## Списки

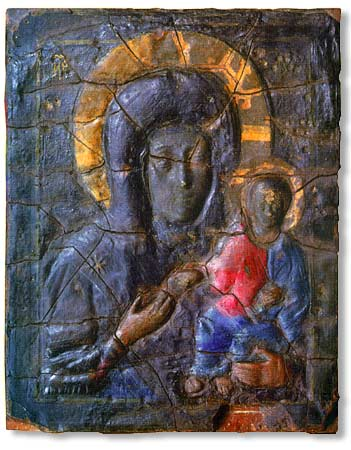
Строгановский список иконы

Известно три списка иконы, сделанных в различное время:
1. принадлежавший роду Строгановых, а с середины XVIII века — роду Голицыных. Икона хранилась в имении селе Влахернском (Кузьминках) под Москвой, где была построена церковь, освящённая в честь Влахернской иконы[13]. В настоящее время этот список хранится в Третьяковской галерее. Первое упоминание об иконе относится к 1716 году, но по датировке Г. В. Сидоренко образ относится к VII веку[6]. Древнее происхождение иконы связано с семейным преданием Строгановых и Голицыных о том, что царю Алексею Михайловичу из Константинополя привезли не одну, а две иконы. О возможности изготовления списка иконы в технике, аналогичной первообразу, свидетельствует письменное указание о составе мастики и отливке — «О составлении иконы указ, како образ устроен Влахернской Пресвятой Богородицы» из сборника XVII века[6];
2. из храма Сергия Радонежского в московском Высоко-Петровском монастыре (создан в 1701 году). После революции список хранился в запасниках Исторического музея, потом был передан в храм Рождества Пресвятой Богородицы в Старом Симонове. 2 марта 2017 г. икона была возвращена в Высоко-Петровский монастырь и находится в Сергиевском храме [14];
3. из Спасо-Влахернского монастыря под г. Дмитровом. Одна из святынь рода Головиных, создана в 1705 году[15]. В 2015 году передана из музея Андрея Рублёва в Спасский собор Спасо-Влахернского монастыря[16].

Второй и третий списки являются точными копиям кремлёвской иконы, имели аналогичные драгоценные оклады с надписью о спасении заступничеством иконы Царьграда от врагов. В подражание оригиналу эти два списка изготовлены как иконы-мощевики — венцы «исполнены множеством частиц святых мощей разных угодников Божиих». В описаниях эти иконы называются воскомастичными, но на самом деле это рельефные деревянные изображения, покрытые левкасом и расписанные темперой, то есть они отличаются от византийского первообраза.

## Храмы в честь Влахернской иконы
В конце X века абхазским царём Багратом II (позже ставшим царём Грузии под именем Баграт III) в честь Влахернской иконы Божией Матери был построен Бедийский собор, в котором сам царь позже был похоронен.
Храм XVIII века Влахернской иконы Божией Матери в Кузьминках (Москва) — вотчинный храм в усадьбе Кузьминки, давший ей второе (официальное) название — Влахернское.
В 1825—1830 годах в грузинском городе Зугдиди была построена Влахернская церковь, в которую поместили чтимый в Грузии список иконы. Средства на строительство выделил император Александр I, которому этот список был прислан в дар мегрельской княгиней Нино.